# Xi (bokstav)
Xi eller xei, även ksi eller ksei, (grekiska ξι xi) (versal: Ξ, gemen: ξ) är den 14:e bokstaven i det grekiska alfabetet. Dess ljudvärde i både klassisk och modern grekiska är [ks], det vill säga samma som X, x i det latinska alfabetet. Trots detta är det inte xi utan chi som har gett upphov till det den latinska bokstaven.
I det joniska talbeteckningssystemet hade xi värdet 60.

## Unicode
|   | decimalt | hexadecimalt | HTML |
| - | -------- | ------------ | ---- |
| ξ | 958      | 3BE          | &xi; |
| Ξ | 926      | 39E          | &Xi; |

## Källhänvisningar
1. 1 2   xi i Nationalencyklopedins nätupplaga. Läst 28 mars 2015.
2. ↑  Aaboe, Asger (1969). Antikens matematik. Prisma Stockholm. sid. 115